# 松平頼謙
松平 頼謙（まつだいら よりかた）は、江戸時代中期の大名。伊予西条藩6代藩主。官位は従四位下・侍従、式部大夫、左近衛権少将。

## 略歴
宝暦5年（1755年）3月7日、和歌山藩主・徳川宗将の六男として誕生。母は江戸幕府の御書院番を務めていた前田氏の妹・於安。幼名は金十郎。
安永4年（1775年）2月3日、和歌山藩主を継いでいた次兄の徳川重倫が隠居した。この時、重倫の子である岩千代（のちの治宝）はまだ幼少であり、代わりに叔父で先代藩主の松平頼淳（＝徳川治貞）が和歌山藩主として転出することとなったため、それに伴い重倫の弟である金十郎改め頼謙が、頼淳の養嗣子という形で、同日西条松平家の家督および西条藩主を継いだ。
安永7年（1778年）、郡奉行の竹内立左衛門に命じ、加茂川や中山川の治水工事などを行なわせ禎瑞新田を開発する。寛政7年（1795年）8月7日、長男・頼看に家督を譲って隠居し、文化3年（1806年）9月2日に52歳で死去した。

## 系譜
- 父：徳川宗将（1720-1765）
- 母：於安 - 前田氏の妹
- 正室：菊亭家
- 側室：永石氏
  - 長男：松平頼看（1774-1797）
  - 次男：本多忠顕（1776-1838） - 本多忠典の養子
  - 三男：松平頼啓（1785-1848）
- 生母不明の子女
  - 女子：鑑 - 小出英筠正室
  - 次女：於津 - 銉、相良頼徳正室
  - 女子：錫 - 阿部正精継室
  - 女子：内藤政偏正室